# Susanne Göpferich-Görnert
Susanne Göpferich-Görnert (* 17. März 1965 in Ludwigshafen am Rhein; † 30. Oktober 2017) war eine deutsche Übersetzungswissenschaftlerin und Angewandte Linguistin. Sie war Professorin für Angewandte Linguistik am Institut für Anglistik und Direktorin des Zentrums für fremdsprachliche und berufsfeldorientierte Kompetenzen (ZfbK) der Justus-Liebig-Universität Gießen.

## Leben
Göpferich-Görnert war Diplom-Übersetzerin für die Sprachen Englisch und Französisch mit dem Fachgebiet Technik. Ihren Abschluss erlangte sie 1989 am Fachbereich Angewandte Sprach- und Kulturwissenschaft (FASK) der Johannes-Gutenberg-Universität Mainz in Germersheim. Nach ihrem Studium arbeitete Göpferich-Görnert als technische Autorin in Karlsruhe sowie als Terminografin im Rahmen der Erstellung eines Fachwörterbuchs. Von 1991 bis 1994 absolvierte sie ein Promotionsstudium in Anglistik, Romanistik und Angewandter Sprachwissenschaft (Abschluss: Dr. phil.). Bis 1996 war sie Wissenschaftliche Mitarbeiterin und Lehrbeauftragte am Institut für Anglistik und Amerikanistik, wo sie auch die Leitung des Modellprojekts Interkulturelles Technical Writing innehatte. Seit 1990 war Göpferich-Görnert zusätzlich freiberuflich als Fachübersetzerin, Industriedozentin und Unternehmensberaterin in den Bereichen Übersetzen, technische Kommunikation sowie interkulturelle Kommunikation tätig.
Seit September 2017 war Susanne Göpferich mit dem Juristen Stefan Görnert aus Gießen verheiratet.

## Wissenschaftliches Wirken
Von 1997 bis 2003 war sie Professorin für Technische Kommunikation und Dokumentation am Fachbereich Sozialwissenschaften der Fachhochschule Karlsruhe. Im Anschluss daran bis 2010 bekleidete sie eine Professur für Übersetzungs- und Dolmetschwissenschaft am Institut für Theoretische und Angewandte Translationswissenschaft (ITAT) der Karl-Franzens-Universität Graz. Von 2005 bis 2007 war sie außerdem Leiterin des ITAT. Göpferich-Görnert habilitierte sich im Jahr 2002 am Institut für Angewandte Linguistik und Translatologie (IALT) der Universität Leipzig mit der Schrift Fachbezogene Textproduktion für das Zeitalter der Globalisierung: Entwicklung einer Didaktik des Wissenstransfers.
Ab 2010 war Göpferich-Görnert Professorin für Angewandte Linguistik am Institut für Anglistik und Leiterin des Zentrums für fremdsprachliche und berufsfeldorientierte Kompetenzen (ZfbK) der Justus-Liebig-Universität Gießen. Ab 2013 war sie außerdem Präsidentin der Gesellschaft für Angewandte Linguistik.

## Forschungsschwerpunkte und -projekte
- Translationsprozessforschung
- Schreibforschung: PORTT – Process-Oriented Research into Translation and Text Composition
- Aufbau eines Schreibzentrums
- Longitudinalstudie zur Entwicklung translatorischer Kompetenz: TransComp – The Development of Translation Competence
- Technical Writing
- Textproduktionskompetenz

## Mitarbeit in Gremien und Verbänden
- seit 2013 Präsidentin der Gesellschaft für Angewandte Linguistik
- seit 2012 Mitglied im Direktorium des Zentrums für Medien und Interaktivität (ZMI) der Justus-Liebig-Universität Gießen
- Mitglied der European Society for Translation Studies (EST)
- Mitglied der Gesellschaft für technische Kommunikation (tekom)
- Mitglied im Deutschen Hochschulverband (DHV)
- Mitglied im Peer Review Board der Zeitschrift LSP, Professional Communication, Knowledge Management and Cognition

## Schriften (Auswahl)

### Monografien
- Textsorten in Naturwissenschaften und Technik. Pragmatische Typologie – Kontrastierung – Translation. Forum für Fachsprachen-Forschung 27. Tübingen (1995): Narr.
- Interkulturelles Technical Writing: Fachliches adressatengerecht vermitteln. Ein Lehr- und Arbeitsbuch. Forum für Fachsprachen-Forschung 40. Tübingen (1998): Narr.
- Fachbezogene Textproduktion für das Zeitalter der Globalisierung: Entwicklung einer Didaktik des Wissenstransfers. Habilitationsschrift. Universität Leipzig (2001): Philologische Fakultät, Institut für Angewandte Linguistik und Translatologie; erschienen als: Textproduktion im Zeitalter der Globalisierung: Entwicklung einer Didaktik des Wissenstransfers. Studien zur Translation 15. Tübingen (2002): Stauffenburg.
- Translationsprozessforschung: Stand – Methoden – Perspektiven. Translationswissenschaft 4. Tübingen (2008): Narr.
- Text Competence and Academic Multiliteracy: From Text Linguistics to Literacy Development. Europäische Studien zur Textlinguistik 16. Tübingen (2015): Narr.

### Aufsätze
- „Eine pragmatische Typologie von Fachtextsorten der Naturwissenschaften und der Technik.“ Kontrastive Fachsprachen-Forschung. Hrsg.: Klaus-Dieter Baumann und Hartwig Kalverkämper. Tübingen (1992): Narr, 190–210.
- „Interkulturelles Technical Writing in der Diplom-Übersetzer-Ausbildung am F.A.S.K. Germersheim.“ tekom-Nachrichten 2 (1993): 83.
- „Technical Writing als integraler Bestandteil der Übersetzerausbildung.“ Jahrbuch Deutsch als Fremdsprache 24 (1998): 251–289.
- „Fachtextsorten der Naturwissenschaften und Technik – ein Überblick.“ Fachsprachen/Languages for Special Purposes Hrsg.: Lothar Hoffmann, Hartwig Kalverkämper und Herbert Ernst Wiegand, New York, Berlin (1998): de Gruyter, 545–556.
- „Analysing LSP Genres (Text Types): From Perpetuation to Optimization in LSP Text(-type) Linguistics.“ Analysing Professional Genres. Hrsg.: Anna Trosborg. Pragmatics and Beyond 74. Amsterdam, Philadelphia (2000): John Benjamins, 227–247.
- „[ Der Technische Redakteur als Global Player.]“ Dokumentation erstellen – übersetzen – managen Online. 11.5 (2000).
- „Sprachwissenschaftliche Übersetzungsanalysen und Übersetzungsvergleiche am Beispiel von technischen Texten.“ Übersetzung – Translation – Traduction: Ein internationales Handbuch zur Übersetzungsforschung/An International Encyclopedia of Translation Studies. Hrsg.: Harald Kittel et al. Berlin, New York: de Gruyter, 719–727.
- „Wie man aus Eiern Marmelade macht: Von der Translationswissenschaft zur Transferwissenschaft.“ Qualität fachsprachlicher Kommunikation. Hrsg. Susanne Göpferich und Jan Engberg. Tübingen (2004): Narr. 3–29.
- „Popularization from a cognitive perspective – What thinking aloud and log files reveal about optimizing reverbalization processes.“ Fachsprache/International Journal of LSP 3–4 (2006): 128–154.
- „Vom Novizen zum Experten: Die Modellierung (der Entwicklung) translatorischer Kompetenz.“ Translatione via facienda: Festschrift für Christiane Nord zum 65. Geburtstag. Hrsg.: Gerd Wotjak, Vessela Ivanova und Encarnacion Tabares Placencia. Frankfurt/M. etc. (2009): Lang, 75–89.
- „Adding value to data in translation process research: The TransComp Asset Management System.“ Methodology, Technology and Innovation in Translation Process Research: A Tribute to Arnt Lykke Jakobsen. Hrsg.: Inger M. Mees, Fabio Alves und Susanne Göpferich. Kopenhagen (2009): Samfundslitteratur, 159–182.

### Als Herausgeberin
- Zeitschrift FACHSPRACHE – International Journal of Specialized Communication gemeinsam mit Jan Engberg und Nina Janich. Wien: Braumüller, Heft 1–2 (2009) bis Heft 3–4 (2011).
- mit Knapp, Karlfried/Antos, Gerd/Becker-Mrotzek, Michael/Deppermann, Arnulf/Göpferich, Susanne/Grabowski, Joachim/Klemm, Michael/Villiger, Claudia, Hrsg. (2004): Angewandte Linguistik. Ein Lehrbuch. UTB. Tübingen, Basel: Francke.
- Göpferich, Susanne/Alves, Fabio/Mees, Inger M., Hrsg. (2010): New Approaches in Translation Process Research. Copenhagen Studies in Language 39. Kopenhagen: Samfundslitteratur.

## Auszeichnungen
- 1995 Preis der Johannes-Gutenberg-Universität für die Dissertation
- 2004 Preis der DaimlerChrysler AG für die Optimierung der E-Klasse-Betriebsanleitung mit einem studentischen Projekt-Team